# 巫

金文の巫

巫（ふ、かんなぎ）は、巫覡（ふげき）とも言い、神を祀り神に仕え、神意を世俗の人々に伝えることを役割とする人々を指す。女性は「巫」、男性の場合は「覡」、「祝」と云った。「神和(かんな)ぎ」の意。
シャーマニズムによるシベリア、アメリカ原住民、アフリカなどにみられるシャーマンも同様である。
自らの身に「神おろし」をして神の言葉（神託）を伝える役目の人物を指すことが通例である。古代の神官は、ほぼ巫と同じ存在であった。祭政不分の社会であれば、彼らが告げる神託は、国の意思を左右する権威を持った。
「かんなぎ」と言う場合は、特に日本の巫を指す。現在、神職の一般呼称である「神主（かんぬし）」とは、本来、文字通り神掛かる役目を持つ職のことであった。日本においては古来より巫の多くは女性であり、巫女（みこ、ふじょ）という呼称で呼ばれることが一般的である。ただし、古代初期の日本においては巫女と同一の役目を担う「巫覡、男巫、巫子」も少なからず存在していた。また、現代において巫女という場合、単に神道における神職を補佐する女性の職の人々を指す言葉として使われることが多い。
青森県などには「イタコ」・「イチコ」などの名称の職もある。
日本本土と異なる歴史背景を持つ沖縄県周辺では、ユタ・ノロ（祝女）という古代日本の巫と同じ能力・権能で定義される神職が、琉球王国時代以前から現代まで存続している。このことから、古代日本の信仰形態が残っていると指摘する民俗学者は多い。
「かんなぎ」の語源については、神意を招請する意の「神招ぎ（かみまねぎ）」という語からであるとか、「神和（かむなぎ）」という語からであるなどといわれているが、どちらもはっきりとした裏づけはとれていない。

## “巫”という字
漢字の「巫」の形の由来については、巫者の用いた道具を象ったものとする説や重なった玉の形を象ったものとする説など多数の提案があるものの、いずれも決定的ではなく定説はない。

## 巫の能力
巫は一般には、次のような存在と受け止められている。
- 神や精霊など、神界・霊界・自然界の超物理的な存在と交流する力または立場を持っている。この交流を交信ともいう。
- 祈祷などの手段で己の意識を神懸かりの状態（トランス状態の一種とも言われている）に置き、交信する対象の存在に明け渡すことで、対象の言葉（託宣、神託）を知ったり人々に伝えたりすることができる（伝えることを役割とする）。

即ち一種の超常的な力を持ち、超常的な存在と交信する能力があって、それを以て的確な答を神託を求める人々に返すことができると見なされている。
一方、神託を授けていた一部の巫は、もっと現実的な別の能力に優れていたらしいことが、最近の研究で指摘されている。それは即ち、情報収集力と、政治的視野に立った判断力である。
例えばギリシャのデルポイにおけるアポロンの神託は、古代ギリシャ世界では大変な権威を持っていた。そのためデルポイには各地から都市国家の使者を含む多くの人々が集まり、またそれを目当てに無数の民衆も集まっていた。そして神託を下すアポロンの神官たちは実は、デルポイに集まる群衆から各地の情報や巷の噂などを収集し、それらを総合して独自に世界情勢を把握していた、という。
古代日本では邪馬台国の卑弥呼が巫女だったと考えられている。また、ヤマト王権でも代々、巫女たちが国家権力の一部になっていたとする見解もある。このように、祭政一致の古代においては、巫女が政治に参画していたとする説がある。

## 巫になる過程
人が巫になる（入巫・成巫）過程にはいくつかの種類があり、地方によってさまざまである。
大きく修業型と啓示型があり、これらの転化型または応用型と呼べるものもある。修業型には東北地方のイタコが挙げられる。これは盲目の女子が初潮前に師匠に弟子入りして巫業の修業をし、ある時期にテストを受けて一人前のイタコとして認められる。啓示型には沖縄のユタや津軽地方のゴミソなどが挙げられる。啓示型を更に細かく分けると偶発型と修行型に分けられる。偶発型はそれまで普通だった人がある日突然神がかってしまい、それが神の啓示であると周囲から認められるものである。修行型は、普通人が人生の苦難に遭い、宗教的な修行を積む過程で神の啓示を受けるものである。しかしこれら啓示型であっても啓示を受けただけでは十分でなく、更に巫術の修得のための修練が必要とされる。

## 道教（古代中国）における巫祝[4]
神霊や精霊を祭祀する職階に巫祝（ふしゅく）・童乩（どうけい、タンキー）がある。彼らはいずれも神の託宣を伝える霊媒者である。

### 巫祝という言葉の意味府
巫…袖を垂れて神を降ろす舞姿。
祝…神に福を祈る、または祝詞を唱えることから呪ともいうので呪文を意味する。
したがって、巫祝とは、方術を使ってヒトの願い事に答える民間の呪術師である。また、呪文を唱えながら歌舞によって降臨してきた神霊、精霊、死霊と直接交渉することで霊意を伝達するという特殊な能力をもった祈祷師でもある。

### シャーマニズム
古代の漢民族は、自然界の気候や天変地異、さらには人事百般など、多くの出来事は神霊や精霊の力によるものだと信じていた。そこで、祈祷師は銅鑼、太鼓、ラッパなどを用いて神霊や精霊と直接交渉し、託宣、予言、治病、祭儀などを行うために霊力を得て巫道、巫俗、巫教、巫術などに専念した。
（シャーマン…ヒトに神霊や精霊が降り、そのヒトを仲介して神や霊の意思を伝達する巫祝→巫祝…シャーマニズムを執り行うシャーマン）

### 職業
①祭祀→道教
②呪術→方術（→⑴祈祷、祈雨、卜占、占星、霊符、予言など　⑵煉丹術⇒外丹術（丹薬の製造）、内丹術（調息、導引））
③治病→巫医→道教医学
中国古代の宗教的な行事は日本に伝わり、現在の日本社会においても廃れることなく、ある種の宗教団体は巫祝によって祈祷する行事が行われている。日本において祈祷する巫祝は主に女性であるため、巫女（みこ）と呼ばれている。注意すべきは、神社に奉仕して神楽を舞う未婚の女性も巫女というが、彼女らは神降ろしのようなシャーマニズム的な行動はしない。